# Nika Gvaramia
Nikoloz « Nika » Gvaramia (né le 29 juin 1976) est un homme politique et un avocat géorgien faisant partie de la nouvelle vague de jeunes hommes d'État de la république de Géorgie issus de la révolution des Roses.

## Biographie

### Jeunesse et débuts politiques
Nikoloz Gvaramia est né le 29 juin 1976 à Sokhoumi, capitale de la république socialiste soviétique autonome d'Abkhazie (membre de la république socialiste soviétique de Géorgie). Après avoir fait ses études dans sa ville natale, il s'établit à Tbilissi où il est diplômé de la faculté de droit de l'université d'État de Tbilissi en 1998, à l'âge de 22 ans. Il continue par la suite ses études à ladite université durant quelques années avant de devenir avocat en 2002, d'abord dans la maison « Sando », puis à « Telasi » à partir de 2004.
Nika, comme il est surnommé, commence sa carrière politique en 2004, quand il est élu comme parlementaire durant les élections législatives anticipées de mars 2004, sous l'étiquette du parti ayant accédé au pouvoir à la suite de la révolution des Roses (novembre 2003), le MND (Mouvement national démocrate). Il quitte son siège en 2007, quand il est nommé par le président Mikheil Saakachvili procureur général adjoint de la Géorgie.

### Carrière ministérielle
Gvaramia est nommé le 24 janvier 2008 ministre de la Justice par le Premier ministre Vladimer Gourguenidze, durant son remaniement gouvernemental. Il est confirmé à ce poste par le Parlement le 31 janvier et entre alors en fonction. Il se fait notamment reconnaître durant la deuxième guerre d'Ossétie du Sud qui oppose Tbilissi à la Russie, quand il déclare publiquement ses espoirs à propos de la disparition de la Russie en tant que nation unie.
Par la suite, il change à nouveau de poste avec le remaniement ministériel de Grigol Mgaloblichvili, et est nommé à la tête du ministère de l'Éducation et des Sciences le 6 décembre 2008.

### Passage dans l'opposition
En décembre 2012, alors que le nouveau Premier ministre Bidzina Ivanichvili multiplie les poursuites judiciaires à l’encontre des membres de l’ancien gouvernement, il est arrêté en même temps que l’ancien ministre de l’Énergie et des Finances Alexandre Khetagouri pour un transfert présumé d'un million de dollars vers une entreprise fantôme pour des services de conseil.
En 2019, il cofonde la chaîne de télévision Mtavari Arkhi avec Zaza Okuashvili.
En mai 2022, Gvaramia est condamné à trois ans et demi de prison et emprisonné pour avoir « nui aux intérêts financiers d’une chaîne de télévision qu’il avait auparavant dirigée ». Il est gracié par la présidente Salomé Zourabichvili le 23 juin 2023.
En 2024, Niva Gvaramia fonde le parti libéral Akhali (en), qui rejoint la Coalition du changement (en), une alliance électorale en vue des élections législatives d'octobre 2024. Le 4 décembre 2024, dans le cadre d'une vague d'arrestations de dirigeants d'opposition consécutive aux manifestations post-électorales, il est arrêté par la police géorgienne, qui perquisitionne alors le siège d'un parti allié, Droa (en). Il est violemment frappé et placé en détention. 

## Vie privée
Nika Gvaramia parle couramment le géorgien et le russe. Il est marié et père d'un enfant, Sandro.